# Kingman (rif)
Kingman is een Oceanisch rif in de noordelijke Stille Oceaan, onderdeel van de regio Polynesië. Staatkundig gezien maakt het rif deel uit van de Verenigde Staten waar het een onderdeel is van de kleine afgelegen eilanden van de Verenigde Staten.
Het rif is geologisch gezien een atol; het ligt in de Line-eilanden waartoe ook de andere Amerikaanse territoria Jarvis en het atol Palmyra behoren. De rest van de Line-eilanden is onderdeel van het zuidelijker gelegen land Kiribati.
Ten noorden van het Kingmanrif ligt Hawaï, naar het zuidoosten ligt Palmyra-atol en de overige Line-eilanden die tot Kiribati behoren. Naar het zuiden ligt Jarvis en naar het zuidwesten de Phoenixeilanden die tot Kiribati behoren. Naar het westen ligt voor een paar duizend kilometer alleen oceaan. Het eerste land is daar de Marshalleilanden.
Het enige permanente land bestaat uit twee kleine smalle eilandjes van dode schelpen en verbrokkeld koraal. Er is geen permanente vegetatie.

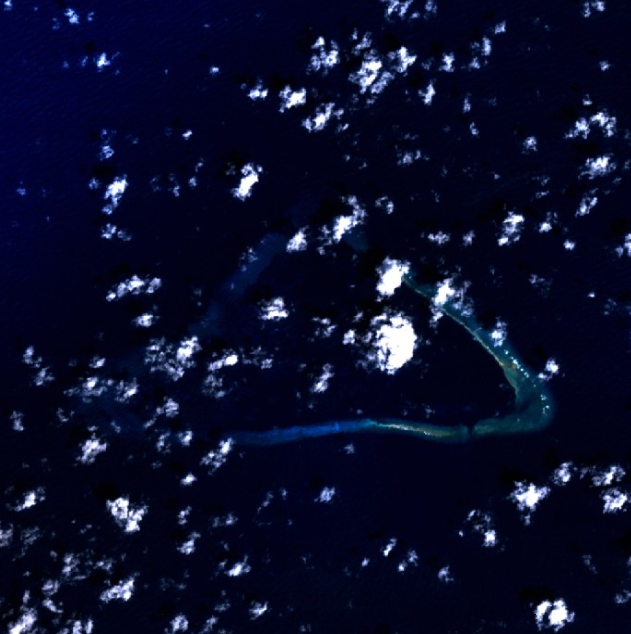
NASA NLT Landsat 7 true-color foto.
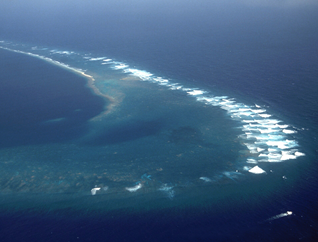
Luchtfoto van zuidoostelijk deel in de richting van het noorden
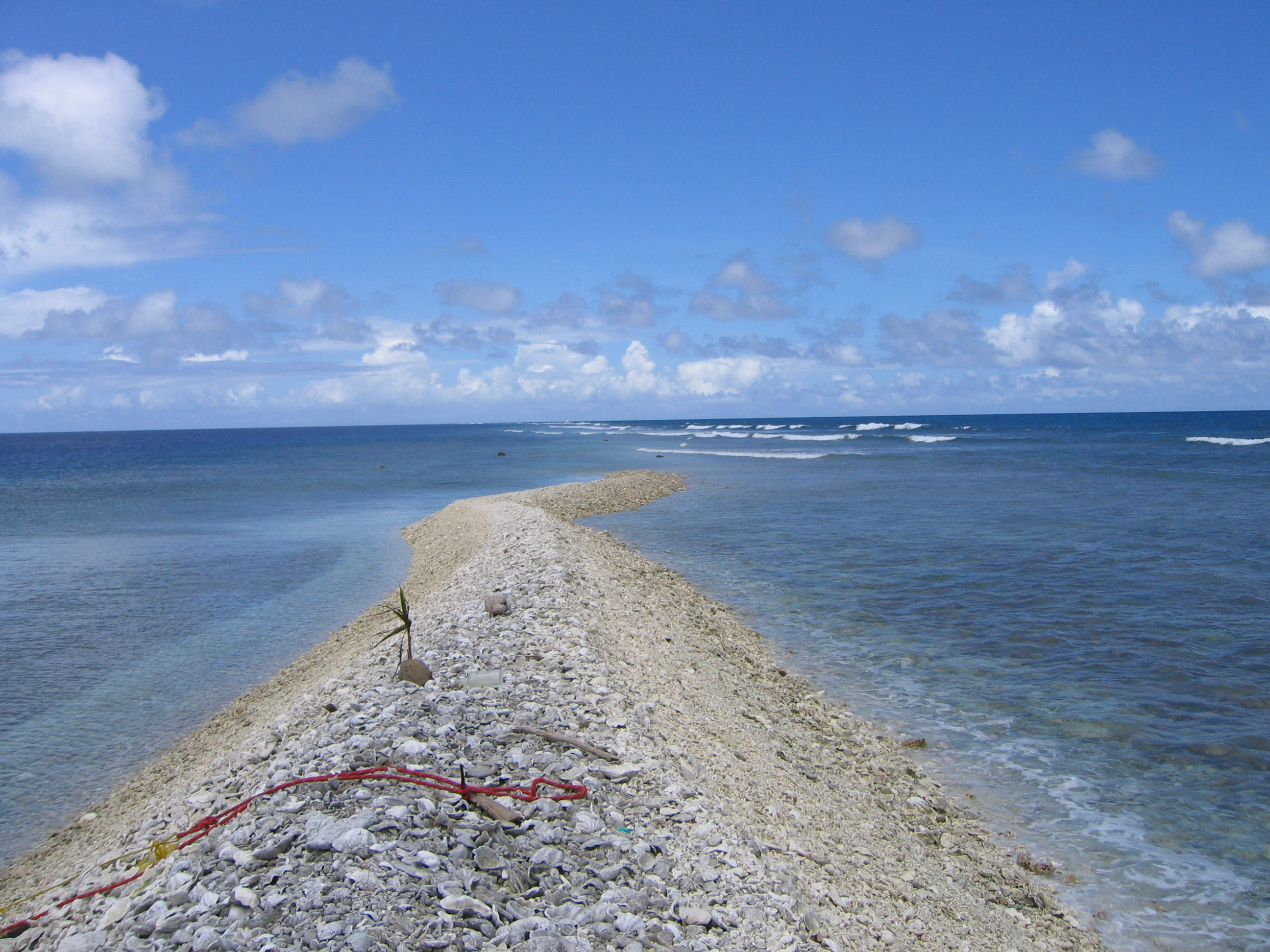
Zicht op Kingman Reef